# Шестовичи (посёлок)
Шестовичи (бел. Шастовічы) — посёлок в Мозырском районе Гомельской области Беларуси. Входит в состав Осовецкого сельсовета.
На юге и севере граничит с лесом.

## География

### Расположение
В 18 км на юго-восток от Петрикова, 20 км от железнодорожной станции Муляровка (на линии Лунинец — Калинковичи), 208 км от Гомеля.

## Транспортная сеть
Транспортные связи по просёлочной, затем автомобильной дороге Лунинец — Гомель. Планировка состоит из 2 чуть изогнутых улиц, соединённых 2 переулками и ориентированных с юго-востока на северо-запад. Застроена двусторонне, редко деревянными усадьбами.

## История
Основан в начале 1920-х годов переселенцами из соседних деревень (преимущественно из деревни Шестовичи) на бывших помещичьих землях. В 1932 году организован колхоз. 9 жителей погибли на фронтах Великой Отечественной войны. В составе совхоза «Припятский» (центр — деревня Велавск).
До 1 июня 2021 года входил в состав Петриковского района. Указом Президента Республики Беларусь от 5 апреля 2021 года № 136 «Об административно-территориальном устройстве Витебской, Гомельской и Могилёвской областей» с 1 июня 2021 года посёлок Шестовичи включен в состав Мозырского района.

## Население

### Численность
- 2004 год — 45 хозяйств, 58 жителей.

### Динамика
- 2004 год — 45 хозяйств, 58 жителей.